# 丹波町
丹波町（たんばちょう）は、京都府の中部、兵庫県との県境にあった町。丹波高地にある山と緑に囲まれた静かな町。古くは山陰街道の宿場町として栄えた。
2005年10月11日周辺2町と合併し京丹波町となった。

## 地理
由良川水系の支流である高屋（たかや）川・須知（しゅうち）川などが流れており、田園風景が広がる。丹波町付近が由良川水系と淀川水系の分水界となっている。竹野（たけの）地域は南部に位置し、観音峠（国道9号）などにより園部町と道路でつながっている。須知地域は中部の南に位置し、町役場や「丹波マーケス」などの中心施設が建ち並んでいる。高原（たかはら）地域は中部の北に位置し、特に農作物の栽培が盛んである。下山（しもやま）地域は北部に位置し、高屋川の河岸段丘を形成している。
須知商店街付近には、山陰街道の宿場町として栄えた面影が残っている。国道9号沿いの「丹波マーケス」は大型の複合商業施設であり、スーパーマーケットなどが出店しており、多くの買い物客でにぎわう。

### 隣接している自治体
- 京都府
  - 船井郡
    - 園部町
    - 日吉町
    - 瑞穂町
    - 和知町
- 兵庫県
  - 篠山市

## 歴史
- 1955年（昭和30年）4月1日 - 須知町・高原村が合併して発足。
- 2004年（平成16年）4月1日 - 丹波町・瑞穂町・和知町合併協議会設立。
- 2005年（平成17年）10月11日 - 上記3町が合併し、京丹波町が発足。

## 行政
- 横山義雄（1994年から）

## 経済

### 産業
- 主な産業は、農業（稲作、酪農が中心）と林業。
- 特産物は、丹波黒豆、丹波マツタケ、丹波栗などが有名。

## 姉妹都市・提携都市

### 国内
- 上士幌町（北海道）
1976年1月1日友好都市提携

### 海外
- ホークスベリー市（オーストラリア、ニューサウスウエールズ州）
姉妹都市

## 地域

### 教育

#### 高等学校
- 京都府立須知高等学校

#### 中学校
- 丹波町立蒲生野中学校

#### 小学校
- 丹波町立丹波ひかり小学校
- 丹波町立竹野小学校
- 丹波町立下山小学校

## 交通

### 鉄道
- JR西日本
  - JR山陰本線（下山駅）

### 道路

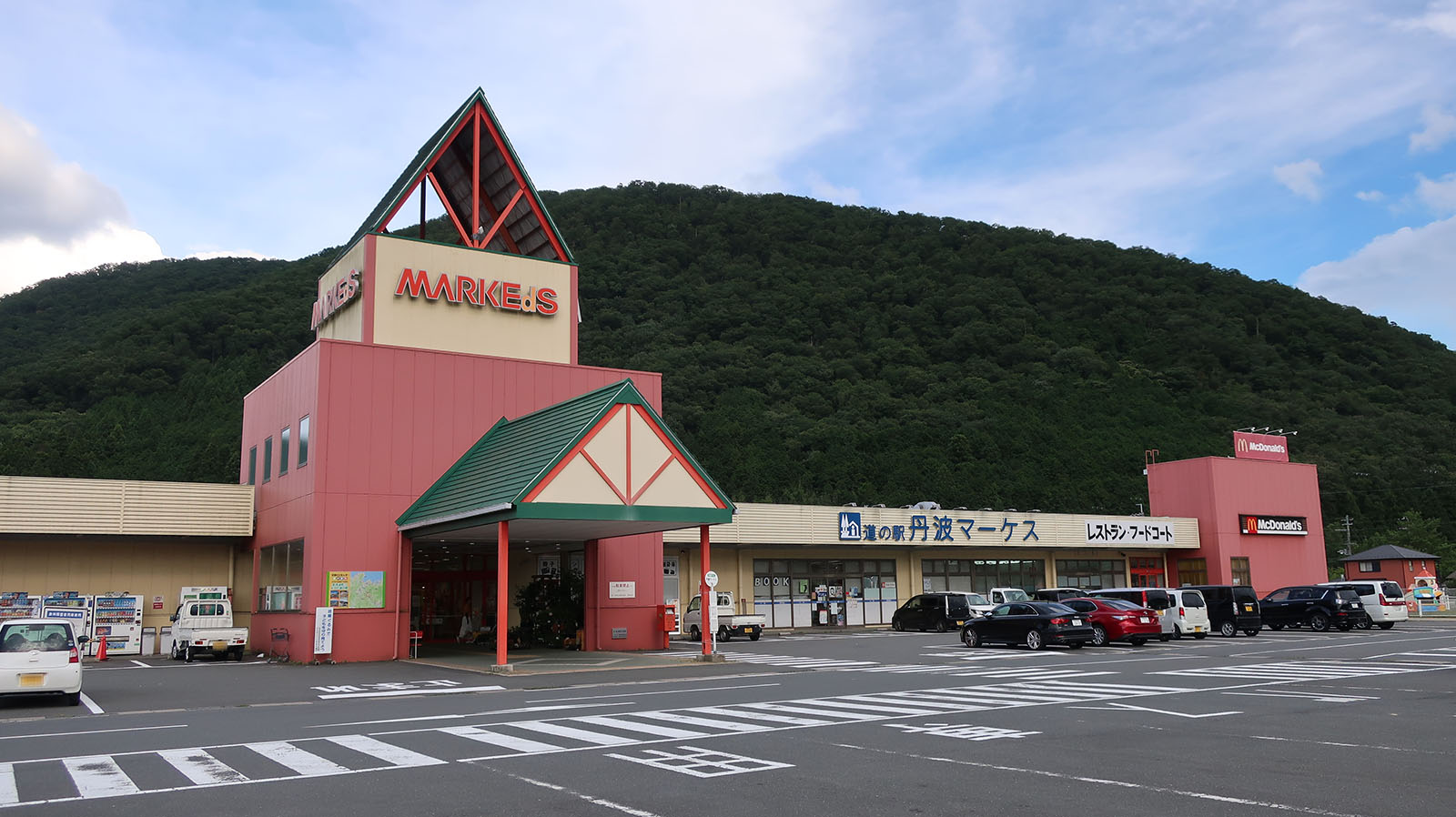
道の駅丹波マーケス

#### 高速道路
- 京都縦貫自動車道
  - 丹波IC

#### 一般国道
- 国道9号
- 国道27号

#### 主要地方道
- 京都府道26号丹波三和線
- 京都府道80号日吉丹波線

#### 一般府道
- 京都府道444号桧山丹波線
- 京都府道445号富田胡麻停車場線
- 京都府道446号豊田富田線
- 京都府道453号大河内口八田線
- 京都府道702号篠山丹波線

#### 路線バス
- JRバス（国道9号沿い）
- 京都交通バス（国道9号・国道27号）など

## 名所・旧跡・観光スポット・祭事・催事
- 観光地は、京都府立丹波自然運動公園、琴滝、ワインハウスなどがある。